# Боровщина (Смоленская область)
 Боровщина — деревня в Смоленской области России, в Сафоновском районе. Расположена в центральной части области в 37 км к северо-востоку от Сафонова, в 14 км севернее автомагистрали М1 «Беларусь», на левом берегу реки Вязьма. Входит в состав Старосельского сельского поселения.

## Достопримечательности
- Памятник архитектуры Церковь Рождества Пресвятой Богородицы 1866 г. (в настоящее время сохранились стены и каменный церковный дом).
- На противоположном берегу реки Вязьма расположен памятник археологии: стоянка эпохи неолита (открыта в начале XX века Клетновой Е. Н.).